# 二甲苯麝香
二甲苯麝香（英語：Musk xylene，化学名：5-叔丁基-2,4,6-三硝基间二甲苯或1-叔丁基-3,5-二甲基-2,4,6-三硝基苯）是一种人工合成麝香，它已被用作各种香水消费品中的固定剂，以及一些化妆品中。

## 合成
二甲苯麝香可由3,5-二甲基叔丁苯在硝酸-硫酸中直接硝化，或和二氧化氮、臭氧在甲磺酸的催化下于二氯甲烷中反应得到。